# THE B1A4 Ⅰ［IGNITION］
《THE B1A4 Ⅰ［IGNITION］》是韓國的男子組合B1A4的第1枚正規韓語專輯。於2012年3月14日發行。唱片公司為WM Entertainment。

## 概要
- 與上一張迷你專輯《it B1A4》相距約6個月。
- 《BABY I'M SORRY》為此專輯的主打曲目。此曲往後成為B1A4第二張日語單曲「晚安 good night」B面曲《BABY I'M SORRY（Japanese Ver.）》的韓語版本。
- 新曲《This Time Is Over》是此專輯的先行曲目，並於2012年3月5日數位發行。
- 完成《BABY I'M SORRY》的回歸宣傳後，B1A4推出《THE B1A4 Ⅰ［IGNITION］SPECIAL EDITION》作後續，專輯於2012年5月24日發行。
- SPECIAL EDITION收錄兩首新曲，包括後續主打曲目《BABY GOOD NIGHT (잘자요 굿나잇)》及新曲《因為你》。《BABY GOOD NIGHT (잘자요 굿나잇)》往後成為B1A4第二張日語單曲「晚安 good night」的韓語版本。

## 收錄內容
1. BABY I'M SORRY
1st正規韓語專輯《THE B1A4 Ⅰ［IGNITION］》主打曲目
2. This Time Is Over
3. So Fine
4. Super Sonic
5. 只有我們兩人（둘만 있으면）
Baro獨唱 feat. Min（miss A）
6. 微笑（웃어봐）
7. Feeling
8. 暗戀（짝사랑）
燦多獨唱
9. You Are My Girl
10. Wonderful Tonight（Unplugged Remix）
11. BABY I'M SORRY（Instrumental）

## SPECIAL EDITION
1. BABY GOOD NIGHT（잘자요 굿나잇）
1st正規韓語專輯Repackage《THE B1A4 Ⅰ［IGNITION］SPECIAL EDITION》主打曲目
2. 因為你（너때문에）
3. BABY I'M SORRY
4. This Time Is Over
5. So Fine
6. Super Sonic
7. 只有我們兩人（둘만 있으면）
Baro獨唱 feat. Min（miss A）
8. 微笑（웃어봐）
9. Feeling
10. 暗戀（짝사랑）
燦多獨唱
11. You Are My Girl
12. Wonderful Tonight（Unplugged Remix）
13. BABY GOOD NIGHT（Instrumental）
14. 因為你（Instrumental）
15. BABY I'M SORRY（Instrumental）